# Таборы (Житомирская область)
Таборы (укр. Табори) — село на Украине, находится в Барановском районе Житомирской области.
Код КОАТУУ — 1820682602. Население по переписи 2001 года составляет 438 человек. Почтовый индекс — 12700. Телефонный код — 4144. Занимает площадь 14,001 км².

## Адрес местного совета
12737, Житомирская область, Барановский р-н, с.Йосиповка